# Joseph Stipsicz zu Ternowa

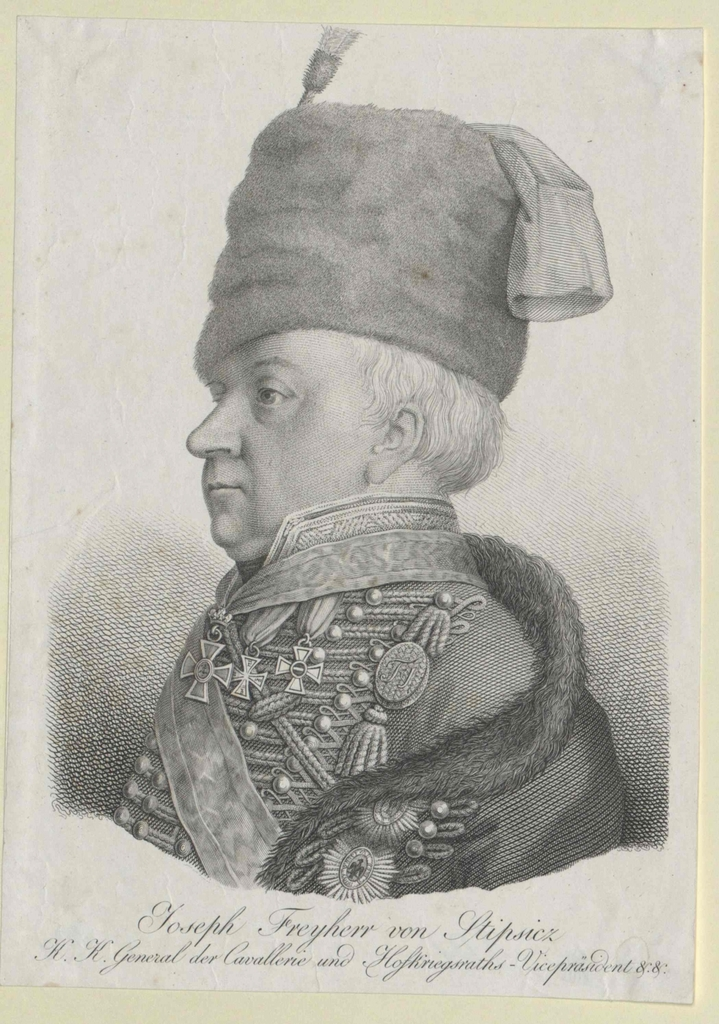
Joseph Stipsicz zu Ternowa (1755–1831)

Freiherr Joseph Stipsicz zu Ternowa (* 15. August 1755 in Oedenburg; † 16. September 1831 in Wien) war k. k. General der Kavallerie und Ritter des Maria-Theresia-Ordens.

## Herkunft
Seine Eltern waren Ignaz von Stipsicz und dessen Ehefrau der Freiin Josepha von Ujváry.

## Leben
Er ging 1774 in kaiserliche Dienste und kam in das Kaiser-Chevauxlegers (Liechtenstein), dessen Inhaber ihn als Adjutanten wählte. Im 8. Türkenkrieg kämpfte er 1788 im Gefecht bei Dubitza. Kaiser Joseph II. (HRR) ernannt ihn zum Hauptmann im Generalstab der Armee unter Feldmarschall Hadik († 1790). Nach der Ablösung von Hadik übernahm ihn dessen Nachfolger der Feldmarschall Loudon († 1790). Bei der Belagerung von Belgrad im Jahr 1789 zeichnete er sich so weit aus, dass er zum Major und Flügeladjutanten des Feldmarschalls ernannt wurde.
Nach dem Krieg wechselte Stipsicz zum Kinsky-Chevauxleger Regiment. Mit diesem nahm er am Ersten Koalitionskrieg teil. Der Oberbefehlshaber des Österreicher, der Prinz von Coburg machte ihn zu seinem Generaladjutanten. In der Schlacht bei Neerwinden zeichnete sich Stipsicz so sehr aus, dass er dafür den Maria-Theresia-Orden erhielt. Dort rette er den Nachschub der Armee. Eine französische Kolonne näherte sich schnell dem Ort St. Tron. Stipsicz erkannte die Gefahr und schickte schnell zwei Kavallerie-Divisionen, die die Franzosen vertrieben. Auch in der Schlacht bei Famars zeichnete er sich wieder aus, wofür er zum Oberstleutnant befördert wurde. Der Kaiser Franz II. (HRR) holte ihn in das Armeekommando und machte ihn zu seinem General-Adjutanten und bald darauf zum Oberst. Am 1. März 1797 wurde er mit Rang vom 10. April 1797 zum Generalmajor befördert und erhielt eine Kavallerie-Brigade. 1798 holte ihn der Oberbefehlshaber des Heeres in Deutschland, Erzherzog Karl, in das Generalkommando.
Im Zweiten Koalitionskrieg kämpfte er 1799 in der Schlacht bei Stockach, dort übernahm er den rechten Flügel und konnte der Schlacht eine entscheidende Wendung geben. Er erhielt nicht das Kommandeurskreuz des Maria-Theresia-Ordens, wie vom Erzherzog vorgeschlagen, aber am 29. Oktober 1800 wurde er mit Rang vom 3. November 1800 zum Feldmarschall-Lieutenant ernannt. Außerdem wurde er 1801 Inhaber des 10. Husaren-Regiments (das Regiment wurde 1814 an König Friedrich Wilhelm III. von Preußen verliehen, Stipsicz wurde dann zweiter Inhaber). Zeitgleich war er Verpflegungs-Inspektor in Wien. Im Dritten Koalitionskrieg ging er 1805 wieder ins Feld. Als die Österreicher in Ulm eingeschlossen wurden, flohen alle Beamten. Nur Stipsicz blieb allein zurück, die Geschäfte zu führen. Am 18. März 1806 erhielt er den österreichischen Freiherrenstand.
Nach dem Krieg wurde er zum Hofkriegsrat ernannt und ihm wurde das Remontierungs-Departement übergeben, das er reorganisierte. Im Jahr 1807 wurde er als Kommandierender General nach Linz versetzt. Im Jahr 1809 kam es zum Fünften Koalitionskrieg. Er kam zum Hofstaat des Erzherzogs, wurde wirklicher Hofkriegsrat und 1810 geheimer Rat. Im Jahr 1811 wurde er in das Generalkommando nach Siebenbürgen versetzt, gleichzeitig wurde er zum bevollmächtigten Hofkommissar beim Landtag ernannt. Im Jahr 1812 besetzten die Russen die Moldau und Walachei. Stipsicz erhielt daraufhin ein Beobachtungskorps von 20.000 Mann, außerdem erhielt er vom Kaiser Kommandeurskreuz des St. Stephanordens und am 26. Juli 1813 die Ernennung zum General der Kavallerie.
Er erlitt dann aber einen Beinbruch, der ihn weiter felddienstuntauglich machte. Der Kaiser holte ihn daraufhin als Hofkriegsrat nach Wien, um den Feldmarschall Colloredo zu unterstützen. 1814 wurde er Vice-Präsidenten des Hofkriegsrat und erhielt als Auszeichnung dafür das goldene Zivilehrenkreuz.
Im Jahr 1820 erhielt er das Gut „Ternowa“ im Komitat Arad. Außerdem erhielt er 1821 auch den ungarischen Freiherrenstand. Er feierte 1824 sein 50-jähriges Dienstjubiläum und erhielt vom Kaiser das Großkreuz des Leopoldsordens. Er blieb weiter in der Verwaltung und wurde 1830 zum Chef der Militär-Sektion im Staatsrat.
Im September 1831 brach in Wien eine Choleraepidemie aus. Stipsicz wurde eines der ersten Opfer. Er hatte drei Kaisern 57 Jahre gedient.

## Familie
Stipsicz heiratete Johanna von Ungerhoffer (* 10. August 1768; † 21. Mai 1854). Das Paar hatte mehrere Kinder:
- Joseph (* 5. Mai 1803; † 20. August 1847), Oberst, Grenzkommandant am Rotenturmpass ⚭ 1844 Rosalie Bethlen von Bethlen (* Oktober 1824; † 14. Juni 1886)[4][5]
- Anna (* 29. Juni 1801; † 29. Juni 1872)[6] ⚭ Franz Haas von Bilgen (* 1790; † 9. Februar 1858), Generalmajor
- Johanna (* 10. Januar 1803)